# Dalasandsten
Dalasandsten kallas den mesoproterozoiska sandsten som finns i nordvästra Dalarna. Den är en finkornig, röd, rödbrun eller rödlätt sandsten. 

## Användningsområden
Dalasandstenen är mest känd som byggnadssten, eftersom den är estetiskt tilltalande och de naturliga sedimentära strukturer som finns i bergarten ger liv till stenen. I Mångsbodarna finns det ett stenbrott där den bryts för detta ändamål.
I Malungs socken bröts kvarnstenar i kvarnstensbrottet i Östra Utsjö.
Dalasandsten används även som ballastmaterial i nordvästra Dalarna.